# Стефан Мтбевари
Стефан Мтбевари (груз. სტეფანე მტბევარი) — иерарх Грузинской православной церкви X века, писатель и каллиграф. Мтбевари буквально означает «из Тбети» — титул, указывающий на то, что он руководил епархией Тбети, центром которой был одноименный монастырь в Шавшети (ныне восточная Турция). Его современник, агиограф Георгий Мерчуле в своем сочинении «Житие Григория Хандзтели» хвалит Стефана как писателя. Кроме переводов комментариев на псалмы, «Мученичество Михаила (Гоброна)» — его единственная и наиболее известная из сохранившихся работ. «Мученичество Гоброна» — часть оригинальной агиографии, выполненной по заказу грузинского князя Ашота Кухи (у. в 918 г.), рассказывающая о героической защите крепости Квели грузинским благородным христианином Гоброном и его мученической смерти от рук мусульманского эмира Юсуфа ибн Абу-с-Садж (Абу-ль-Касим) в 914 году. «Святой отец Стефан Мтбевари» и его творчество также упоминаются в Картлийской летописи XI века, входящей в состав Грузинских хроник, а историк XI века Сумбат сообщает о том, что Стефан был назначен Ашотом Кухи первым епископом Тбети.
«Мученичество Гоброна» начинается назидательными цитатами из Книги Иова и Святого Павла. После чего автор осуждает армян за их «ересь», ссылаясь на отказ Армении от постановлений Халкидонского собора. В то же время, описывая мусульманское вторжение и защиту Гоброном крепости Квели, Стефан показывает талант к эпическому повествованию.